# Boeing KC-767
Boeing KC-767 är ett tvåmotorigt militärt lufttanknings- och transportflygplan som tillverkas av den amerikanska flygplanstillverkaren Boeing. Den bygger på det civila flygplanet Boeing 767 och konkurrerar bl.a. med Airbus A330 MRTT.

## Användare
Colombia
- Colombias flygvapen använder sig sedan 6 november 2010 av en modifierad Boeing 767-200ER.

 Italien
- Italiens flygvapen innehar fyra stycken KC-767A med två till leveranser under 2012.[1]

 Japan
- Japans flygvapen har fem operativa enheter av KC-767 och även signalspaningsflygplan av typen E-767,5.[1]